# Greer Stevens
Greer Stevens (Pietermaritzburg, 15 febbraio 1957) è un'ex tennista sudafricana.

## Carriera
In carriera ha vinto 2 titoli in singolare e 2 titoli di doppio. Nei tornei del Grande Slam ha ottenuto il suo miglior risultato vincendo il doppio misto a Wimbledon nel 1977 e nel 1979, e agli US Open nel 1979.
In Fed Cup ha disputato un totale di 4 partite, ottenendo 3 vittorie e una sconfitta.

## Statistiche

### Singolare

#### Vittorie (1)
| Numero | Anno            | Torneo                                   | Superficie | Avversaria in finale | Punteggio     |
| 1.     | 28 gennaio 1979 | Avon Championships of Florida, Hollywood | Cemento    | Dianne Fromholtz     | 6-4, 2-6, 6-4 |

#### Finali perse (2)
| Numero | Anno            | Torneo                                    | Superficie | Avversaria in finale | Punteggio |
| 1.     | 20 gennaio 1980 | Avon Championships of Kansas, Kansas City | Sintetico  | Martina Navrátilová  | 0-6, 2-6  |
| 2.     | 20 luglio 1980  | Montreal Classic, Montréal                | Cemento    | Martina Navrátilová  | 2-6, 1-6  |

### Doppio

#### Vittorie (2)
| Numero | Anno           | Torneo                                      | Superficie | Compagna            | Avversarie in finale                 | Punteggio     |
| 1.     | 6 marzo 1977   | Virginia Slims of California, San Francisco | Sintetico  | Kerry Melville Reid | Sue Barker Ann Kiyomura              | 6–3, 6–1      |
| 2.     | 17 giugno 1979 | Torneo di Chichester, Chichester            | Erba       | Wendy Turnbull      | Billie Jean King Martina Navrátilová | 6-3, 1-6, 7-5 |

#### Finali perse (10)
| Numero | Anno             | Torneo                                        | Superficie  | Compagna            | Avversarie in finale                 | Punteggio           |
| 1.     | 19 maggio 1975   | British Hard Court Championships, Bournemouth | Terra rossa | Linky Boshoff       | Lesley Charles Sue Mappin            | 3-6, 3-6            |
| 2.     | 21 marzo 1976    | Virginia Slims of Dallas, Dallas              | Sintetico   | Marita Redondo      | Mona Schallau Ann Kiyomura           | 3-6, 6-4, 4-6       |
| 3.     | 13 marzo 1977    | Virginia Slims of Dallas, Dallas              | Sintetico   | Kerry Melville Reid | Martina Navrátilová Betty Stöve      | 2-6, 4-6            |
| 4.     | 22 gennaio 1978  | Virginia Slims of Houston, Houston            | Sintetico   | Mona Schallau       | Billie Jean King Martina Navrátilová | 6(4)-7, 6-4, 6(4)-7 |
| 5.     | 29 gennaio 1978  | Virginia Slims of Los Angeles, Los Angeles    | Cemento     | Pam Teeguarden      | Betty Stöve Virginia Wade            | 3-6, 2-6            |
| 6.     | 16 aprile 1978   | Family Circle Cup, Hilton Head                | Terra verde | Mona Schallau       | Billie Jean King Martina Navrátilová | 3-6, 5-7            |
| 7.     | 4 febbraio 1979  | Avon Championships of Chicago, Chicago        | Sintetico   | Ilana Kloss         | Rosemary Casals Betty Ann Stuart     | 6–3, 5-7, 5-7       |
| 8.     | 3 febbraio 1980  | Avon Championships of Seattle, Seattle        | Sintetico   | Virginia Wade       | Rosie Casals Wendy Turnbull          | 4-6, 6-2, 5-7       |
| 9.     | 17 febbraio 1980 | Avon Championships of California, Oakland     | Sintetico   | Virginia Wade       | Sue Barker Ann Kiyomura              | 0-6, 4-6            |
| 10.    | 20 luglio 1980   | Montreal Classic, Montréal                    | Cemento     | Ann Kiyomura        | Pam Shriver Anne Smith               | 6-3, 6-6 ritiro     |

### Doppio misto

#### Vittorie (3)
| Numero | Anno | Torneo                      | Superficie | Compagno   | Avversari in finale       | Punteggio   |
| 1.     | 1977 | Torneo di Wimbledon, Londra | Erba       | Bob Hewitt | Betty Stöve Frew McMillan | 3-6 7-5 6-4 |
| 2.     | 1979 | Torneo di Wimbledon, Londra | Erba       | Bob Hewitt | Betty Stöve Frew McMillan | 7–5, 7–6    |
| 3.     | 1979 | US Open, New York           | Cemento    | Bob Hewitt | Betty Stöve Frew McMillan | 6–3, 7-5    |